# Nososticta solitaria
Nososticta solitaria – gatunek ważki z rodziny pióronogowatych (Platycnemididae).